# Dung, Ngọc Lâm
Dung (chữ Hán giản thể: 容县, bính âm: Róng xiàn, âm Hán Việt: Dung huyện) là một huyện thuộc địa cấp thị Ngọc Lâm, khu tự trị dân tộc Choang Quảng Tây, Cộng hòa Nhân dân Trung Hoa. Huyện Dung có diện tích 2.257 km², dân số năm 2002 là 760.000 người.

## Phân chia hành chính
Về mặt hành chính, huyện Dung được chia ra các đơn vị hành chính gồm 15 trấn và 0 hương.
- Trấn: Dung Châu, Dung Tây, Thập Lý, Lục Vương, Thạch Trại, Dương Mai, Linh Sơn, Lê Thôn, Dương Thôn, Tùng Sơn, La Giang, Thạch Đầu, huyện Để, Lãng Thủy, Tự Lương.